# Cabriolet-sedan

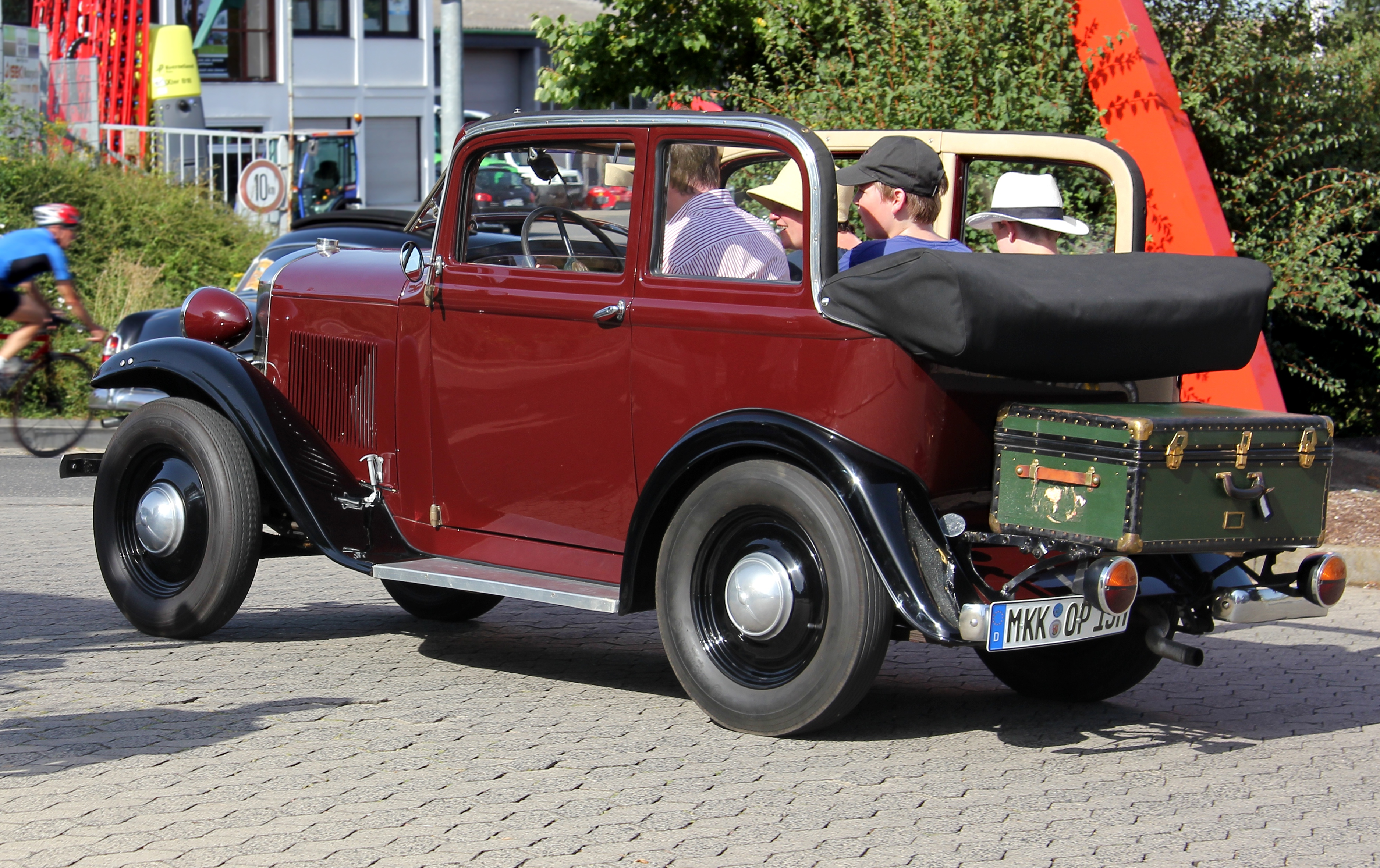
Opel 1.2 liter (1933)

Een cabriolet-sedan is een carrosserievorm voor een auto met een opklapbaar dak dat voorzien is van een achterruit en dat langer is dan gebruikelijk. In tegenstelling tot een cabriolet blijven de dakdragers, zijruiten en deurkozijnen op hun plaats wanneer het dak naar achteren wordt geklapt.
Deze carrosserievorm was vooral in de jaren dertig van de vorige eeuw populair, maar raakte na de Tweede Wereldoorlog uit de mode. Enkele bekende naoorlogse cabriolet-sedans zijn de Citroën 2CV, de Fiat Topolino en de Fiat 500.
Een cabriolet-sedan verschilt van een landaulet door het feit dat bij een landaulet enkel het achterste gedeelte van het dak opengeklapt kan worden terwijl het bestuurdersgedeelte volledig open of volledig gesloten is.

## Voorbeelden
- Opel 1.2 liter (1931-1935)
- Ford Eifel (1935-1940)
- Opel Olympia (1935-1940)
- Fiat Topolino (1936-1955)
- DKW F8 (1939-1942)
- Citroën 2CV (1949-1990)
- Fiat 500 (1957-1977)
- Citroën Visa Décapotable (1983-1985)
- Fiat 500C (2010-)

## Fotogalerij

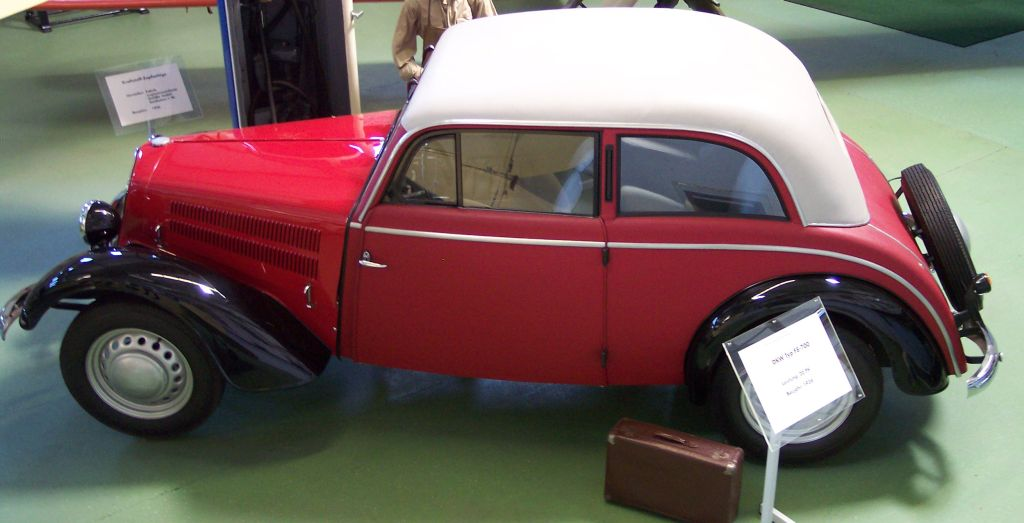
DKW F 8
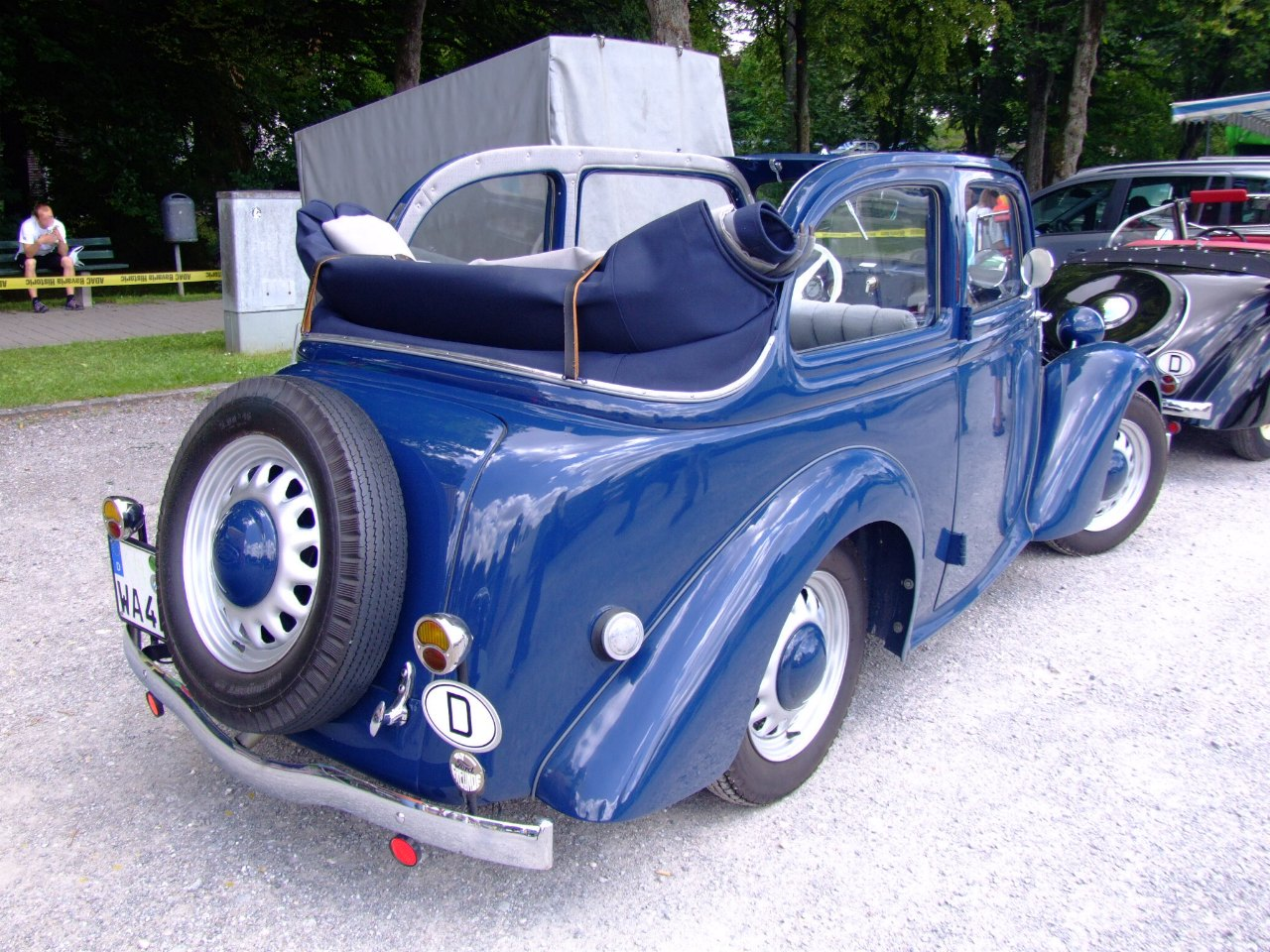
Ford Eifel
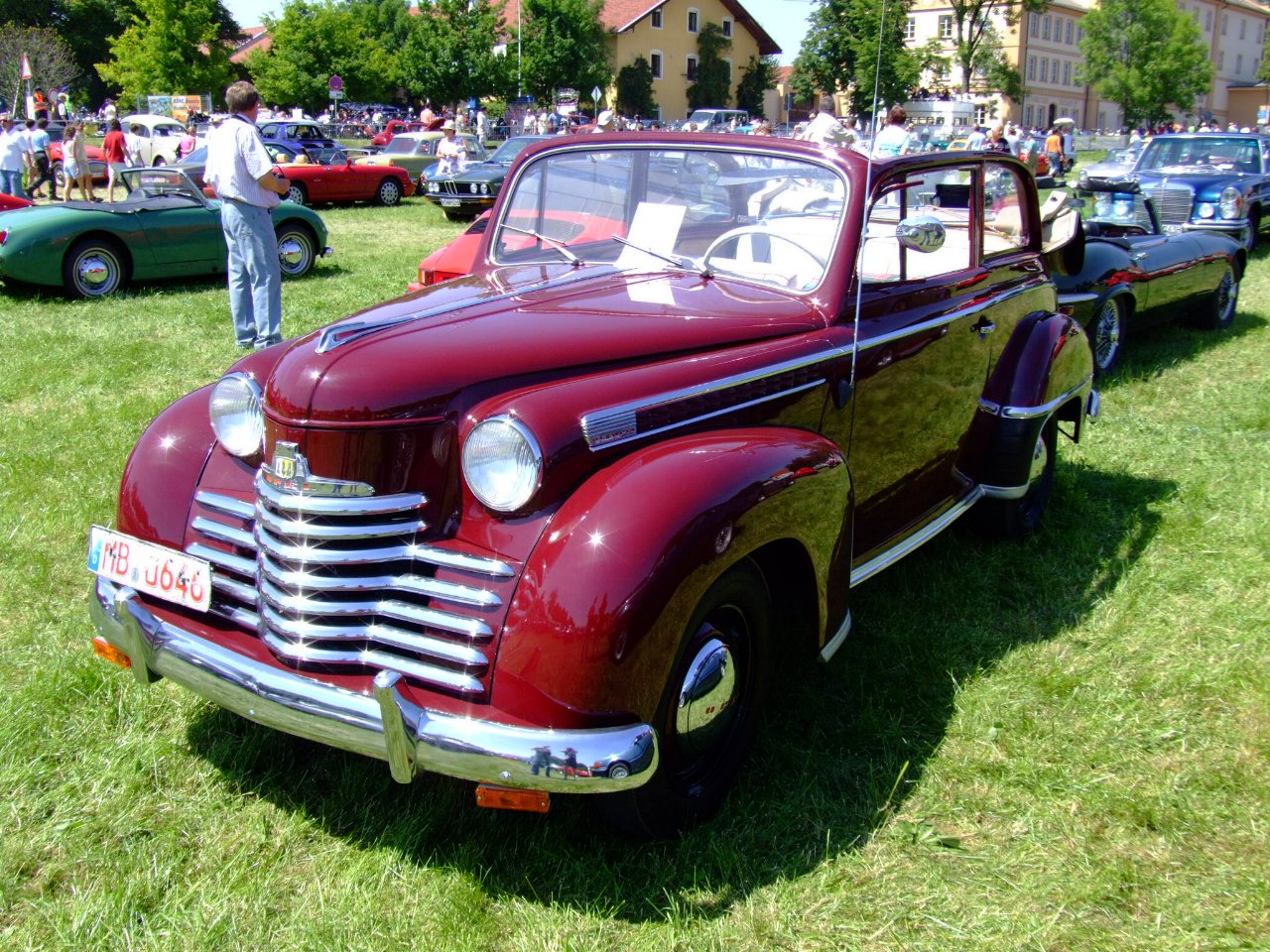
Opel Olympia
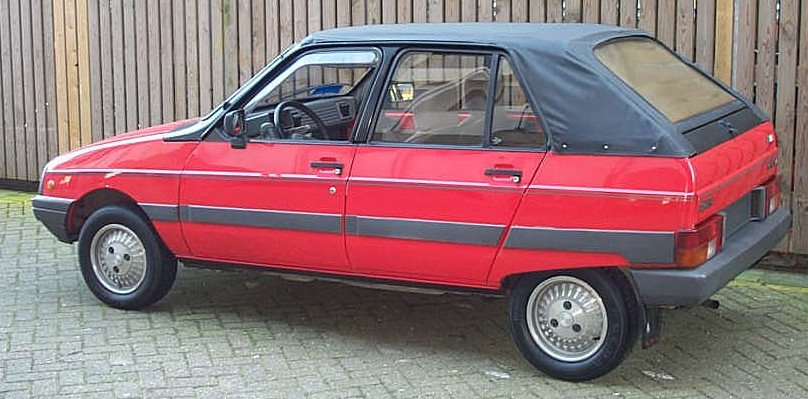
Citroën Visa Décapotable
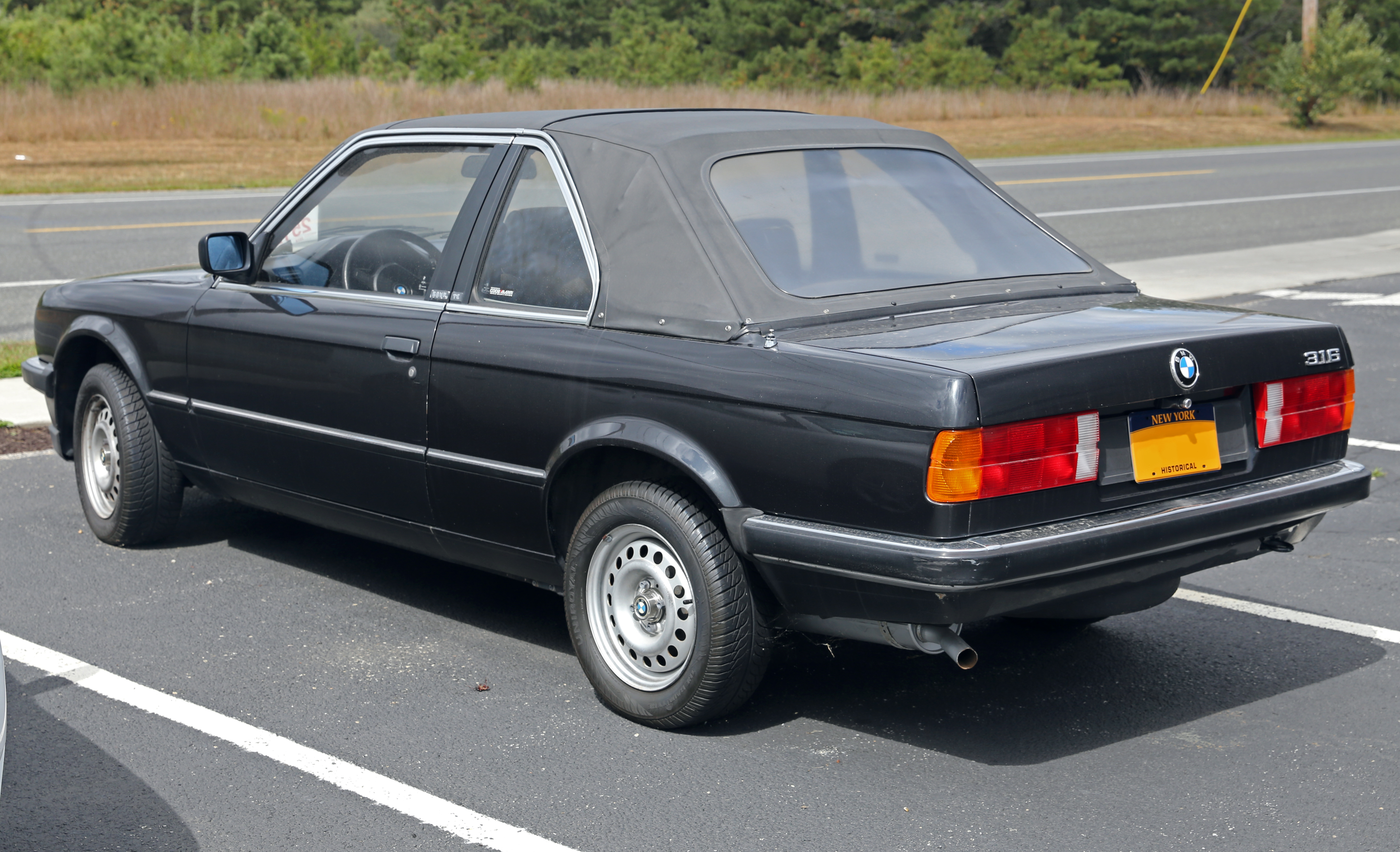
BMW 3 Baur TC2
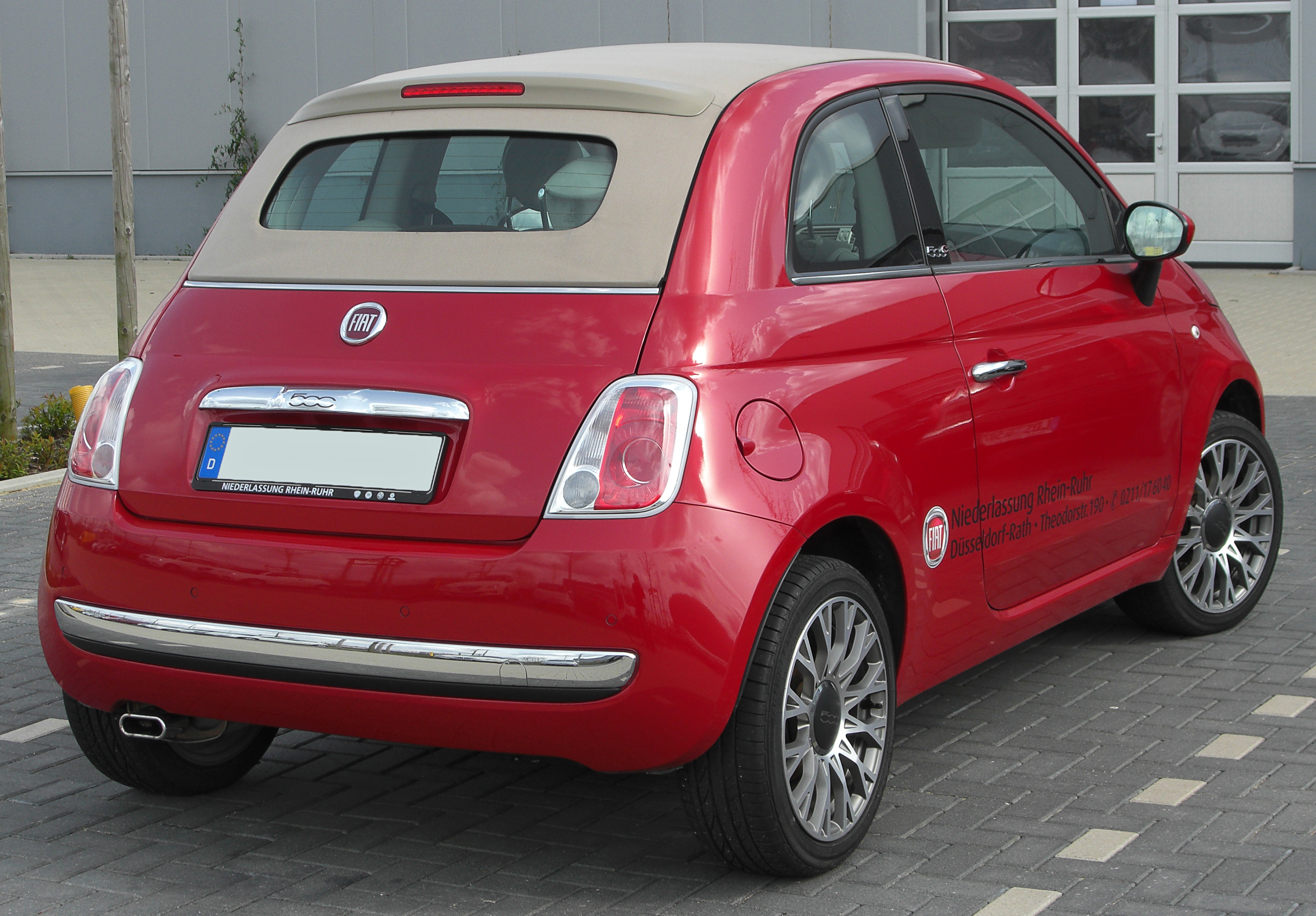
Fiat 500C
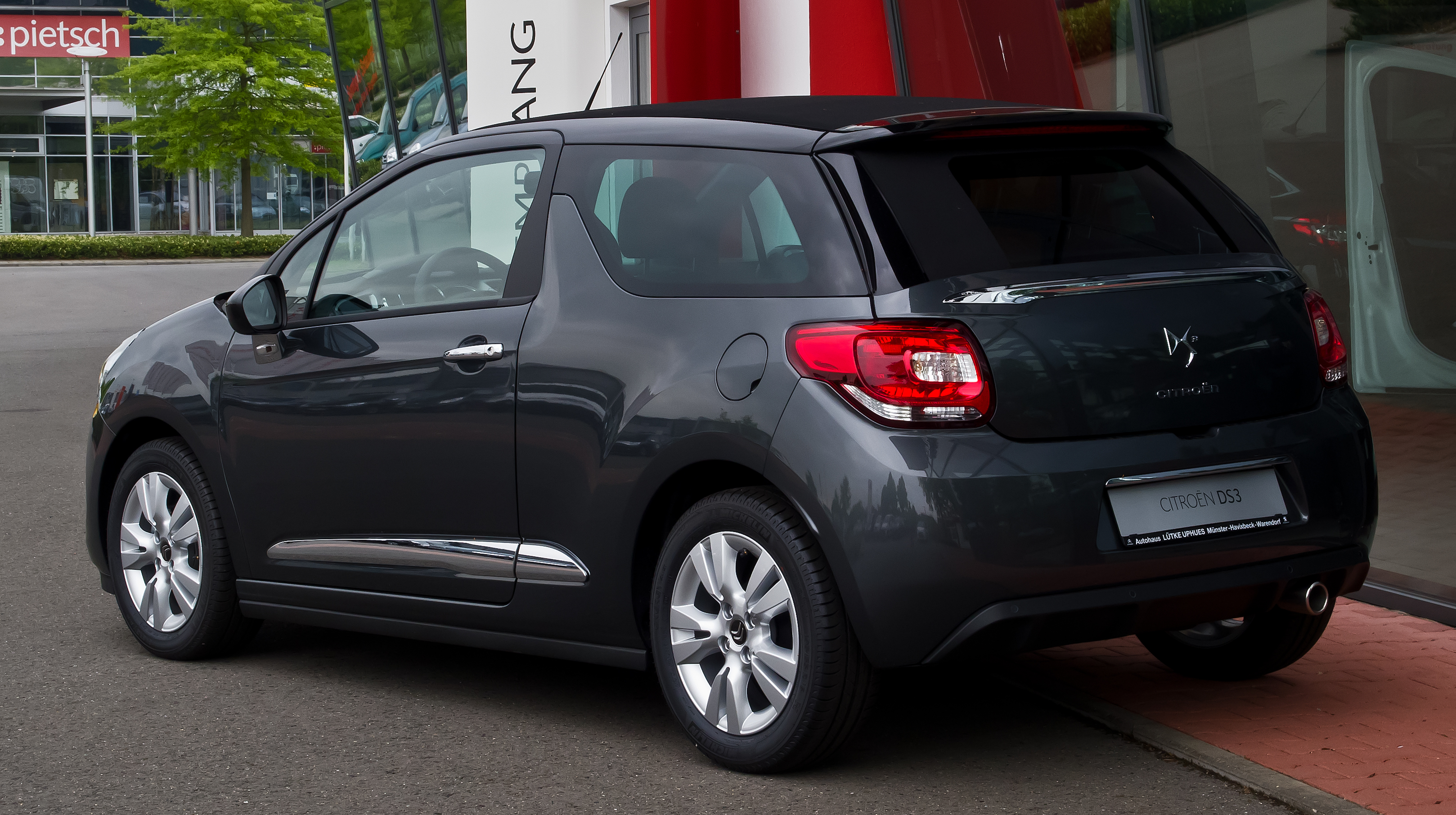
Citroën DS3 Cabrio